# Fórnoles
Fórnoles is een gemeente in de Spaanse provincie Teruel in de regio Aragón met een oppervlakte van 32,63 km². Fórnoles telt 86 inwoners (1 januari 2016).

## Demografische ontwikkeling
Bron: INE, 1857-2011: volkstellingen
Opm.: Tussen 1971 en 1982 maakte Fórnoles deel uit van de gemeente La Fresnada